# Агамемнон (цар Ким)
Агамемнон (дав.-гр. Ἀγαμέμνων) — цар давньогрецького міста Кими, можливо - нащадок однойменного царя Мікен.
Царював в кінці VIII ст. до н. е.. Підтримував союзницькі відносини з Фригією, за царя якої Мідаса видав свою доньку Демодику.